# Karl Ullrich
Karl Ullrich, född 1 december 1910 i Saargemünd, död 8 maj 1996 i Bad Reichenhall, var en tysk SS-Oberführer under andra världskriget. Han den siste befälhavaren för SS-Panzer-Division Wiking.